# Carpool Karaoke
Carpool Karaoke è una sezione ricorrente nello show americano The Late Late Show with James Corden in cui il presentatore James Corden invita celebri ospiti musicali a cantare sulle loro stesse canzoni insieme a lui, mentre egli guida su un percorso prestabilito, a Los Angeles.

## Origine del programma
Corden ha spiegato che Carpool Karaoke fu ispirato da uno sketch a cui aveva partecipato per lo special britannico di beneficenza Red Nose Day 2011, in cui cantava in macchina con George Michael, affermando che "io e Ben Winston abbiamo sempre pensato che sia molto bello quando qualcuno molto, molto famoso canta le sue stesse canzoni in una situazione di vita quotidiana. Abbiamo avuto questa idea: Los Angeles, il traffico, il carpool — magari potremmo farlo avvenire."

## Notizie generali

### Ospiti
Il programma, che ha ospitato celebrità del calibro di Paul McCartney, Adele, Britney Spears, Selena Gomez, Justin Bieber, Madonna, Mariah Carey, Sia, i Foo Fighters, i Red Hot Chili Peppers e gli One Direction, ha dato risultati positivi in quanto alla popolarità raggiunta dai video, divenuti virali, pubblicati sul canale YouTube di Late Late Show.
In particolare, un video in cui figurava Adele, ha raggiunto 42 milioni di visualizzazioni nei primi 5 giorni, divenendo il video estratto da un programma in seconda serata più visto. Il video ha ricevuto oltre 147 milioni di visualizzazioni, fino a febbraio 2017.
Al programma ha partecipato anche l'allora first lady Michelle Obama (a cui alla fine si unì Missy Elliot per cantare "This is For My Girls").
Il 29 marzo 2016 su CBS è andato in onda uno speciale in cui si raccoglievano i momenti salienti del programma, seguita da un brano inedito con Jennifer Lopez. Lo special vinse un Emmy come migliore special di varietà televisivo.

### Incidenti
I Red Hot Chili Peppers sono apparsi nel programma il 13 giugno 2016. Durante le riprese, il cantante Anthony Kiedis salvò la vita ad un bambino. Kiedis dichiarò dopo: "Una donna uscì da casa sua, con un bambino in braccio, urlando 'Il mio bambino, il mio bambino, non può respirare!' Abbiamo attraversato tutti la strada correndo, la donna mi diede il bambino, questo non respirava e ho pensato, 'Proverò a fare la rianimazione cardiopolmonare molto velocemente, vediamo se riesco a dargli un po' d'aria.' Ho provato ad aprirgli la bocca, era come bloccata. Allora ho iniziato a toccargli la pancia, delle bolle uscirono dalla sua bocca, gli occhi tornarono a posto, arrivò l'ambulanza quando io sollevai il bambino, che ora respirava e stava bene, e siamo tornati al Carpool Karaoke."

## Riassunto delle edizioni
| Anno | Episodi | Inizio          | Fine             | Conduzione   |
| ---- | ------- | --------------- | ---------------- | ------------ |
| 2015 | 12      | 25 marzo 2015   | 17 dicembre 2015 | James Corden |
| 2016 | 17      | 13 gennaio 2016 | 15 dicembre 2016 | James Corden |
| 2017 | 13      | 3 gennaio 2017  | 11 dicembre 2017 | James Corden |
| 2018 | 10      | 23 aprile 2018  | 20 dicembre 2018 | James Corden |
| 2019 | 6       | 7 marzo 2019    | 19 dicembre 2019 | James Corden |
| 2020 | 4       | 30 gennaio 2020 | 12 marzo 2020    | James Corden |
| 2021 | 2       | 17 giugno 2021  | 9 settembre 2021 | James Corden |
| 2022 | 3       | 7 aprile 2022   | 27 giugno 2022   | James Corden |
| 2023 | 1       | 14 marzo 2023   | in corso         | James Corden |

## Lista degli ospiti
Gli ospiti in ordine cronologico di apparizione al Carpool Karaoke.
| N.   | Data              | Ospiti                                                                    |
| 2015 | 2015              | 2015                                                                      |
| ---- | ----------------- | ------------------------------------------------------------------------- |
| 1    | 25 marzo 2015     | Mariah Carey                                                              |
| 2    | 13 aprile 2015    | Jennifer Hudson                                                           |
| 3    | 20 maggio 2015    | Justin Bieber                                                             |
| 4    | 18 giugno 2015    | Iggy Azalea                                                               |
| 5    | 14 luglio 2015    | Rod Stewart e ASAP Rocky                                                  |
| 6    | 14 settembre 2015 | Stevie Wonder                                                             |
| 7    | 7 ottobre 2015    | Compilation di scene tagliate                                             |
| 8    | 4 novembre 2015   | Jason Derulo                                                              |
| 9    | 18 novembre 2015  | Justin Bieber                                                             |
| 10   | 2 dicembre 2015   | Carrie Underwood                                                          |
| 11   | 15 dicembre 2015  | One Direction                                                             |
| 12   | 17 dicembre 2015  | Carpool di natale                                                         |
| 2016 |                   |                                                                           |
| 13   | 13 gennaio 2016   | Adele                                                                     |
| 14   | 2 febbraio 2016   | Chris Martin dei Coldplay                                                 |
| 15   | 7 febbraio 2016   | Elton John                                                                |
| 16   | 16 febbraio 2016  | Sia                                                                       |
| 17   | 29 marzo 2016     | Il meglio del Carpool Karaoke                                             |
| 18   | 29 marzo 2016     | Jennifer Lopez                                                            |
| 19   | 4 maggio 2016     | Gwen Stefani, George Clooney e Julia Roberts                              |
| 20   | 16 maggio 2016    | Demi Lovato e Nick Jonas                                                  |
| 21   | 6 giugno 2016     | Lin-Manuel Miranda, Audra McDonald, Jesse Tyler Ferguson e Jane Krakowski |
| 22   | 13 giugno 2016    | Red Hot Chili Peppers                                                     |
| 23   | 20 giugno 2016    | Selena Gomez                                                              |
| 24   | 20 luglio 2016    | Michelle Obama e Missy Elliot                                             |
| 25   | 25 agosto 2016    | Britney Spears                                                            |
| 26   | 25 ottobre 2016   | Lady Gaga                                                                 |
| 27   | 7 dicembre 2016   | Madonna                                                                   |
| 28   | 13 dicembre 2016  | Bruno Mars                                                                |
| 29   | 15 dicembre 2016  | Carpool di natale                                                         |
| 2017 |                   |                                                                           |
| 30   | 3 gennaio 2017    | George Michael (estratto dalle registrazioni del Red Nose Day 2011)       |
| 31   | 30 gennaio 2017   | Take That                                                                 |
| 32   | 3 aprile 2017     | Stephen Curry                                                             |
| 33   | 18 maggio 2017    | Harry Styles                                                              |
| 34   | 22 maggio 2017    | Katy Perry                                                                |
| 35   | 6 giugno 2017     | Ed Sheeran                                                                |
| 36   | 25 luglio 2017    | Usher                                                                     |
| 37   | 20 settembre 2017 | Foo Fighters                                                              |
| 38   | 10 ottobre 2017   | Miley Cyrus                                                               |
| 39   | 1 novembre 2017   | Sam Smith e Fifth Harmony                                                 |
| 40   | 14 novembre 2017  | Pink                                                                      |
| 41   | 29 novembre 2017  | Kelly Clarkson                                                            |
| 42   | 11 dicembre 2017  | Carpool di natale                                                         |
| 2018 |                   |                                                                           |
| 43   | 23 aprile 2018    | Christina Aguilera e Melissa McCarthy                                     |
| 44   | 24 maggio 2018    | Adam Levine                                                               |
| 45   | 4 giugno 2018     | Shawn Mendes                                                              |
| 46   | 21 giugno 2018    | Paul McCartney                                                            |
| 47   | 16 agosto 2018    | Ariana Grande                                                             |
| 48   | 26 ottobre 2018   | Michael Bublé                                                             |
| 49   | 1 novembre 2018   | Barbra Streisand                                                          |
| 50   | 13 novembre 2018  | Migos                                                                     |
| 51   | 17 dicembre 2018  | Cardi B                                                                   |
| 52   | 20 dicembre 2018  | Carpool di natale                                                         |
| 2019 |                   |                                                                           |
| 53   | 7 marzo 2019      | Jonas Brothers                                                            |
| 54   | 20 maggio 2019    | Céline Dion                                                               |
| 55   | 9 ottobre 2019    | Chance the Rapper                                                         |
| 56   | 28 ottobre 2019   | Kanye West                                                                |
| 57   | 10 dicembre 2019  | Harry Styles                                                              |
| 58   | 19 dicembre 2019  | Billie Eilish                                                             |
| 2020 |                   |                                                                           |
| 59   | 30 gennaio 2020   | Meghan Trainor e Dr.Phil                                                  |
| 60   | 18 febbraio 2020  | Justin Bieber                                                             |
| 61   | 25 febbraio 2020  | BTS                                                                       |
| 62   | 12 marzo 2020     | Niall Horan                                                               |
| 2021 |                   |                                                                           |
| 63   | 17 giugno 2021    | Il cast di Friends                                                        |
| 64   | 9 settembre 2021  | Camila Cabello, Billy Porter ed Idina Menzel                              |
| 2022 |                   |                                                                           |
| 65   | 6 aprile 2022     | Nicki Minaj                                                               |
| 66   | 18 aprile 2022    | Camila Cabello                                                            |
| 67   | 27 giugno 2022    | Lizzo                                                                     |
| 2023 |                   |                                                                           |
| 68   | 14 marzo 2023     | Bad Bunny                                                                 |
| 69   | 27 marzo 2023     | Lil Nas X                                                                 |
| 70   | 18 aprile 2023    | Blackpink                                                                 |

## Ospiti apparsi più volte
I seguenti ospiti sono apparsi più volte:
- 3 volte: Justin Bieber (20 maggio 2015, 18 novembre 2015, 18 febbraio 2020) / Harry Styles (15 dicembre 2015**, 18 maggio 2017, 10 dicembre 2019)
- 2 volte: Camila Cabello (9 settembre 2021, 19 aprile 2022) Niall Horan (15 dicembre 2015**, 12 marzo 2020)

** Come membro della band One Direction.